# 선대제수공업
선대제수공업(先貸制手工業, 영어: putting out system)은 중세 말 근세 초 유럽에서 등장한 생산방식으로, 상인에게서 원재료를 제공받은 소생산자가(대개 농민이 농한기에 부업으로) 집에서 재료를 가공, 제품을 만들어 상인에게 삯을 치르고 상인은 그 제품을 시장에 갖다 파는 산업형태다. 그전의 가내수공업과 기술적인 차이는 없지만, 공정별 분업이 가능해지면서 생산성이 향상되었다.
조선 후기에도 선대제 수공업이 발달했다. 공업이 민영으로 바뀐 뒤 수공업자들이 자본을 얻기 위해 독점 시전 상인으로부터 원료를 받고 공장(점)에서 상품을 만드는 방식이었다. 특히 종이, 화폐, 철물 등의 제조에서 두드러졌고 대부분 수공업자가 상인에게 예속되거나 고용된 상태가 되었다.
섬유산업에서 특히 발전했다. 생산자 규모가 커지면 공장제수공업으로 발전하는 경우도 있었지만 공장제수공업이 선대제수공업을 완전히 대체한 것은 아니고, 선대제수공업과 공장제수공업은 같은 시기에 공존하다가 기계제대공업에 의해 동시에 대체되었다. 또한 원공업화론에서는 산업혁명에 선행하는 생산형태로서 공장제수공업보다 선대제수공업 쪽이 중시되고 있다.

## 같이 보기
- 객주